# GEDA
gEDA es un entorno de software para la automatización de diseño electrónico, usado para el diseño de esquemas eléctricos, circuitos impresos y simulación.
El nombre del proyecto proviene de GPL por la licencia, y del acrónimo del inglés electronic design automation tools (en español, "herramientas de automatización de diseño electrónico"). La licencia está bajo los términos de GNU GPL, lo que lo cataloga como software libre.
El proyecto gEDA ofrece herramientas de software libre para el desarrollo de aplicaciones electrónicas. Incluye captura desde esquema (captura esquemática) usando "gschem", director de atributos "gattrib", lista de materiales, lista de nodos (netlist) en 20 formatos "gnelist", simulación analógica y digital "ngspice", "gnucap") y placas de circuitos impresos (PCB, del acrónimo en inglés Printed circuit board)

## Historia
El proyecto gEDA fue iniciado por Ales Hvezda en un esfuerzo por remediar la falta de software libre EDA (electronic design automation) para Linux / Unix. La primera versión del gEDA fue lanzado el 1 de abril de 1998 incluyendo herramientas para la realización de diagramas esquemáticos y un netlister.
En ese tiempo el proyecto gEDA gEDA Project website y su página Wiki mailing lists fueron también iniciados.
Inicialmente el proyecto tenía como alcance también la escritura de PCBs. Sin embargo, la existencia de un programa open-source llamado PCB fue descubierto por los programadores. De esta forma, los esfuerzos se enfocaron en la elaboración del netlister del programa gEDA. Los desarrolladores del programa PCB se afiliaron al programa gEDA.
Otros programas open-source EDA fueron creados de manera contemporánea. Los autores de dichos programas se afiliaron al sitio de internet de gEDA y a la lista de distribución de correo. De esta forma se reconoce que el proyecto gEDA inició.
Actualmente, el proyecto gEDA permaneces como una unión de herramientas de software desarrolladas por diferentes programadores. Esto tiene como inconveniente que en ocasiones, las herramientas traslapan alcance. El propósito del proyecto permanece y su objetivo es crear un software EDA robusto basado en open-source y por la comunidad.

## Descripción detallada
El término "gEDA suite" se refiere a todos los proyectos de software libre y aplicaciones que se han asociado al proyecto gEDA a través de la lista de distribución de correo geda-dev/geda-user. Entre los desarrollo se incluyen:
- gEDA / gaf El proyecto original
- PCB - programa para el desarrollo de layouts PCB
- Gerbv - Visor de archivos de Gerber
- ngspice - SPICE
- GnuCap -Simulador de crcuitos
- gspiceui -Un front end para ngspice / GnuCap
- gwave - Visor analógico de ondas.
- gaw - Un visor analógico de ondas, basado de gwave para gspiceui
- Icarus Verilog - Un simulador de Verilog
- GTKWave -- Visor analógico de ondas.
- wcalc - Analizador de líneas de transmisión y problemas de electromagnéticas.

Dentro de la Suite gEDA, gEDA/gaf (gaf viene del acrónimo "gschem y amigos") es el grupo más pequeño de herramientas agrupadas bajo el nombre gEDA y mantenido por los creadores del proyecto. gEDA/gaf incluye:
- gschem - Sirve para ingresar circuitos de manera esquemática
- gnetlist - General netlists de los circuitos
- gsymcheck - Revisa la sintaxis para los netlists
- gattrib - Hoja de cálculo para editar símbolos y atributos en los esquematices
- libgeda - Librerías de gschem, gnetlist y gsymcheck
- gsch2pcb - Escritura para esquemáticos usando el layout tipo PCB

## Plataformas

### Linux
El propósito de gEDA es dar disponibilidad de EDA para Linux. Por lo anterior, todas las herramientas y aplicaciones de gEDA corren en Linux. Las herramientas y aplicaciones pueden ser instalados en muchas distribuciones usando el administrador de paquetes como apt o dnf.

### Unix
Todas las herramientas y aplicaciones de gEDA también son compiladas para plataformas como OpenBSD, FreeBSD y NetBSD. Algunas de estas distribuciones también soporta la instalación de paquetes binarios, usando herramientas de administradores de paquetes.

### MAC OS X
La mayoría de aplicaciones gEDA se pueden instalar y hacer funcionar en Mac OS X, habitualmente usando Fink package manager y Macports. Debido a que pocas herramientas comerciales tipo EDA corren en Mac, gEDA se ha convertido en un paquete común en los usuarios de Mac OS X.

### Windows
El soporte del proyecto gEDA a su ejecución en Microsoft Windows no es actualmente un objetivo principal del proyecto. Sin embargo, algunas aplicaciones y herramientas de la Suite gEDA han sido armados en hooks para el soporte bajo Windows. 